# William Sylvester
William Sylvester (Oakland, 31 gennaio 1922 – Sacramento, 25 gennaio 1995) è stato un attore statunitense, spesso accreditato anche con il nome Bill Sylvester o William Sylvestor.

## Biografia
Nato in California, figlio di un immigrato italiano, William Sylvester si trasferì nel Regno Unito dopo la seconda guerra mondiale. Dopo aver studiato alla Royal Academy di Londra lavorò a Broadway negli anni cinquanta.
È noto principalmente per aver interpretato il personaggio del dottor Heywood Floyd (che fa parte del Consiglio Nazionale di Astronautica) in 2001: Odissea nello spazio (1968) di Stanley Kubrick. Recitò anche nel film Gorgo (1961) di Eugène Lourié, e nelle serie televisive Bonanza (1970), L'uomo da sei milioni di dollari (1975), Gemini Man (1976) e Quincy (1976).
Fu sposato con l'attrice Veronica Hurst, dalla quale ebbe tre figli.

## Filmografia parziale

### Cinema
- Cristo fra i muratori (Give Us this Day), regia di Edward Dmytryk (1949)
- Il tunnel del terrore (The Yellow Balloon), regia di J. Lee Thompson (1953)
- L'ora del grande attacco (Appointment in London), regia di Philip Leacock (1953)
- Il segno del pericolo (Portrait of Alison), regia di Guy Green (1956)
- Alta marea a mezzogiorno (High Tide at Noon), regia di Philip Leacock (1957)
- Colpo sensazionale (Offbeat), regia di Cliff Owen (1961)
- Gorgo, regia di Eugène Lourié (1961)
- Scotland Yard in ascolto (Information Receveid), regia di Robert Lynn (1961)
- 003 contro Intelligence Service (Ring of Spies), regia di Robert Tronson (1964)
- Il mostro e le vergini (Devil Doll), regia di Lindsay Shonteff (1964)
- I diavoli delle tenebre (Devils of Darkness), regia di Lance Comfort (1965)
- Agente 007 - Si vive solo due volte (You Only Live Twice), regia di Lewis Gilbert (1967) - non accreditato
- 2001: Odissea nello spazio (2001: A Space Odyssey), regia di Stanley Kubrick (1968)
- Al di là di ogni ragionevole dubbio (The Lawyer), regia di Sidney J. Furie (1970)
- Mani sporche sulla città (Busting), regia di Peter Hyams (1974)
- Hindenburg (The Hindenburg), regia di Robert Wise (1975)
- Il paradiso può attendere (Heaven Can Wait), regia di Warren Beatty e Buck Henry (1978)

### Televisione
- Douglas Fairbanks, Jr., Presents – serie TV, episodio 3x12 (1955)
- Assignment Foreign Legion – serie TV, episodio 1x09 (1956)
- I gialli di Edgar Wallace (The Edgar Wallace Mystery Theatre) – serie TV, episodio 4x03 (1963)
- Ai confini dell'Arizona (The High Chaparral) - serie TV, episodio 2x24 (1969)
- Bonanza - serie TV, episodio 11x15 (1970)

## Doppiatori italiani
- Ferruccio Amendola in Gorgo
- Massimo Turci in Agente 007 - Si vive solo due volte